# Sarchiatura
La sarchiatura o zappettatura è una lavorazione del terreno che consiste nel lavorare superficialmente la terra per 3-4 cm di profondità, in modo da sminuzzare il terreno per favorire la respirazione delle radici ed eliminare radici vecchie e piante infestanti.
Questa operazione è talvolta obbligata, come nel caso dell'aridocoltura, ma in genere è eseguita su diverse colture agricole di pieno campo, dette sarchiate, in floricoltura e in orticoltura, con i seguenti scopi:
- Distruggere meccanicamente le erbe infestanti.
- Favorire la circolazione dell'aria nel terreno.
- Agevolare nei climi freddi la penetrazione nel terreno del calore solare.
- Ridurre l'evaporazione dell'acqua, interrompendo la capillarità del terreno, per trattenere l'umidità.

La sarchiatura a mano viene ancora oggi effettuata da floricoltori, giardinieri e orticoltori amatoriali, utilizzando come attrezzo la zappa, per coltivazioni particolari, come il garofano in Liguria, si usano attrezzi specializzati come la  'forchetta', oppure con il rastrello si può ottenere una sarchiatura superficiale di letti di semina resi crostosi dalle piogge. Nelle coltivazioni industriali e professionali si ricorre alla sarchiatura meccanica con le sarchiatrici meccaniche o con motocoltivatori dotati degli appositi attrezzi rotativi, eventualmente seguita per le coltivazioni di pregio nelle serre da sarchiatura manuale di rifinitura; in moltissime colture alla sarchiatura manuale o meccanica seguono le operazioni di rincalzatura ed eventualmente  nei terreni molto leggeri e soffici quelle di rullatura del terreno.

## Storia
Eseguita per millenni con la zappa, la sarchiatura entra nel novero delle operazioni eseguite meccanicamente con precocità, alla pubblicazione dell'opera più famosa dell'agronomia inglese del Settecento, La nuova agricoltura con la zappa da cavallo, che Jethro Tull pubblica nel 1731 e, in versione ampliata, nel 1733. In tale opera propose un nuovo sistema agricolo fondato sulla semina meccanica e la successiva sarchiatura con un attrezzo trainato dal cavallo, che in Italia fu chiamato zappacavallo. Si deve notare che la prima operazione è condizione della seconda, non potendosi sarchiare meccanicamente un seminato che non sia in righe regolari.